# Le Journal des Vosges
Le Journal des Vosges est un journal publié entre le 15 novembre 1832 et le 15 mars 1853, puis du 3 janvier 1871 jusqu'en 1874. Créé sous la monarchie de Juillet, ce journal se présente d'abord comme proche de l'opposition dynastique. En raison de son engagement politique, le Journal des Vosges est contraint dès 1834 de changer sa ligne éditoriale : il devient une feuille d'annonces hebdomadaire. Ce changement de ligne éditoriale perdure jusqu'à la fin du régime monarchique en 1848, où il redéveloppe son engagement politique.

## Le Journal des Vosgessous la monarchie de Juillet (1830-1848)

### Ligne éditoriale jusqu'en1834
Du 15 novembre 1832 à janvier 1837, le journal est édité de manière bihebdomadaire par le spinalien Pierre-Hippolyte Faguier. Ce dernier édite déjà La Sentinelle des Vosges depuis 1831, un journal républicain d'opposition radicale et très lu par les carbonaristes. Après s'être désolidarisé des républicains radicaux, Pierre-Hippolyte Faguier crée donc le Journal des Vosges, plus proche du Mouvement, un parti politique orléaniste. Ses membres ne contestent pas la monarchie, mais demandent qu'elle soit plus démocratique et se rallient derrière Jacques Laffite.

### Les feuilles d'annonce
Malgré le ton plutôt modéré du journal, Pierre-Hyppolite Faguier comparaît au tribunal correctionnel d'Épinal. En effet, la loi du 25 mars 1822 prévoit des sanctions pour toutes les personnes qui font outrage au roi, à la religion d'État, aux autorités et aux administrations publiques,. L'éditeur avait déjà été poursuivi dès le premier numéro du Journal des Vosges.

Les inquiétudes du préfet à propos d'un tel journal oblige Pierre-Hippolyte Faguier à transformer le Journal des Vosges en feuilles d'annonce à partir de 1834. Il ne paraît plus qu'une seule fois par semaine. Les annonces sont commerciales ou juridiques principalement et ces feuilles avaient vocation à être affichées dans les lieux publics. Ce type de journal créé dans les années 1920 est très populaire sous la monarchie de Juillet et les tirages progressent. Le Journal des Vosges paraît surtout dans l'arrondissement d'Épinal. Cette situation durera jusqu'en 1848.

## Le Journal des Vosgessous la Deuxième République

### L'engagement orléaniste

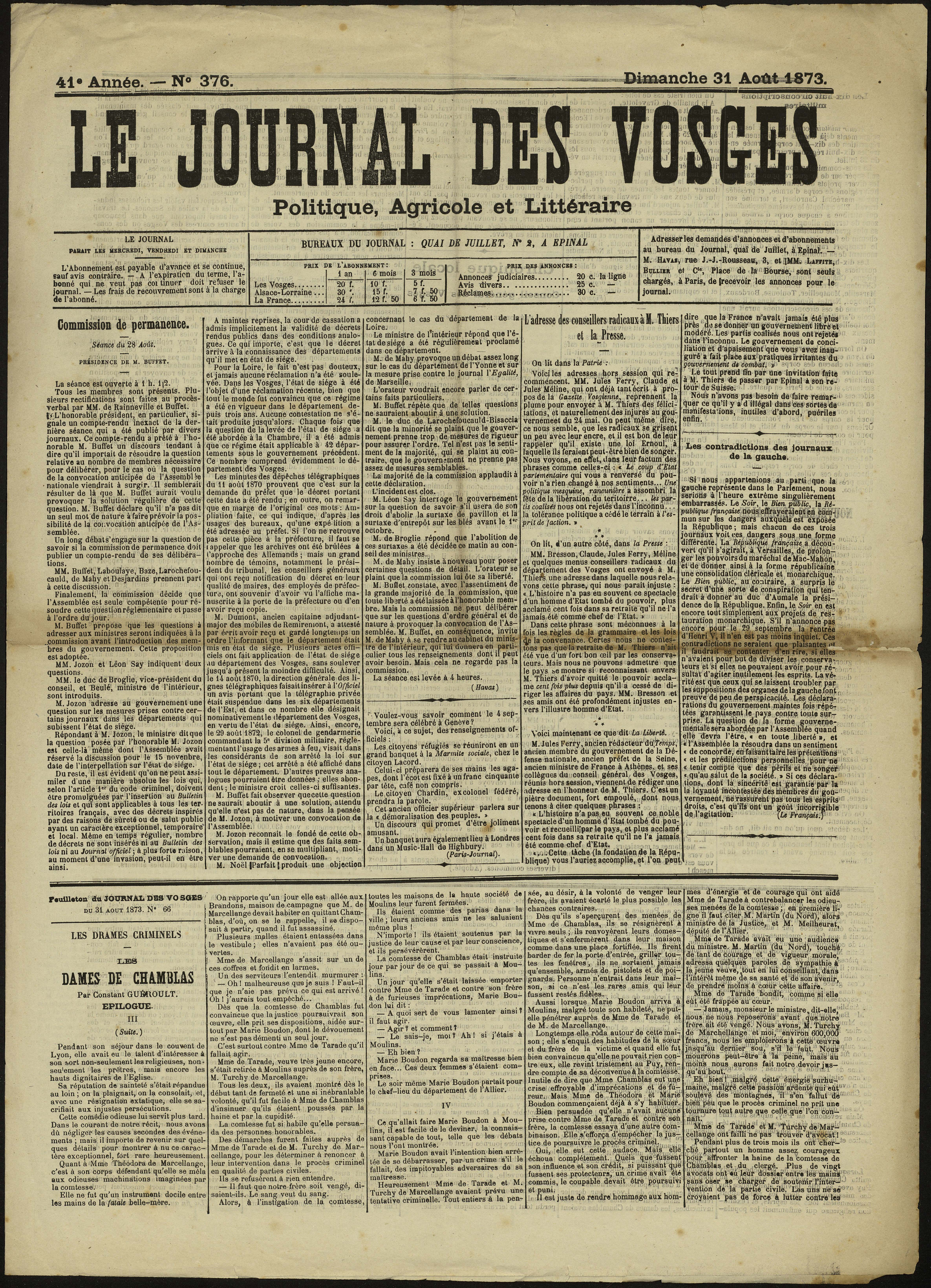
Première page du Journal des Vosges, 31 août 1873

À partir des années 1840 dans les Vosges, la presse d'opinion réémerge. À la mort de Pierre-Hippolyte Faguier en 1837, Alexis Cabasse devient l'éditeur du journal. C'est donc lui qui, pendant la Révolution de 1848, montre l'engagement politique du Journal des Vosges et le soutien apporté aux orléanistes. Les annonces disparaissent et laissent place à des dépêches télégraphiques de Paris et rapportent des paroles des membres du nouveau gouvernement, comme Léopold Turck.

### L'avènement du Second Empire
Toutefois, après le coup d'État du 2 décembre 1851 de Louis-Napoléon Bonaparte la liberté de la presse se retrouve en péril et le Journal des Vosges, qui avait continué de soutenir les opposants orléanistes représentés par Adolphe Thiers, aussi. Le préfet décide d'accorder l'exclusivité des annonces judiciaires, rentrée financière souvent indispensable à la survie d'un journal, au Courrier des Vosges. Le Journal des Vosges cesse de paraître en 1853.

## LeJournal des Vosgessous la Troisième République
Le Journal des Vosges est republié une dernière fois après l'instauration de la Troisième République en 1870. Il paraît trois fois par semaine et représente toujours l'organe des orléanistes. Tiré en 1 000 exemplaires, à l'instar des autres titres du moment, le journal bénéficie en plus d'un soutien financier de la part d'acteurs privés. Malgré cette aide, le journal disparaît en 1874.